# Sclerophrys capensis
Espèce
Synonymes
- Bufo regularis rangeri Hewitt, 1935
- Bufo rangeri Hewitt, 1935
- Amietophrynus rangeri (Hewitt, 1935)

Sclerophrys capensis est une espèce d'amphibiens de la famille des Bufonidae.

## Répartition
Cette espèce se rencontre jusqu'à 1 000 m d'altitude :
- en Afrique du Sud sauf dans le désert du Karoo ;
- dans l'extrême Sud de la Namibie ;
- au Swaziland ;
- au Lesotho.

Sa présence est incertaine dans l'extrême Sud-Est du Botswana, dans l'extrême Sud du Zimbabwe et dans l'extrême Sud du Mozambique.

## Étymologie
Son nom d'espèce, composé de cap et du suffixe latin -ensis, « qui vit dans, qui habite », lui a été donné en référence au lieu de sa découverte, la province du Cap.

## Publication originale
- Tschudi, 1838 : Classification der Batrachier, mit Berucksichtigung der fossilen Thiere dieser Abtheilung der Reptilien, p. 1-99 (texte intégral).